# Lexxi Tyler
Lexxi Tyler (født 16. maj 1983 i Beaverton, Oregon), er en amerikansk pornoskuespiller og model.

## Filmografi
- 2005 – Girlvana
- 2005 – The Boobs of Hazzard
- 2006 – All Girl Fantasies
- 2007 – Sophia Santi's Juice
- 2007 – Babysitters
- 2008 – Cheerleaders

## Priser
- 2008 – AVN Award – Bedste sex scene
- 2009 – AVN Award – Bedste gruppe sex scene